# Anastasievici Leonte
Anastasievici Leonte (1851-1914) fue un médico rumano.

## Biografía
Nacido en Giurgiu el 28 de febrero de 1851, estudió en el liceo Matei Basarab y en 1875 obtuvo el título de doctor en medicina en la Universidad de Bucarest. Cirujano, fue médico de regimiento y durante la rebelión de la Independencia (1877-78) dirigió una ambulancia estacionada detrás de la meseta de Grivița. En 1891 fue ascendido al rango de médico de regimiento en la reserva. Fue médico segundo hasta 1884, momento en el que fue ascendido a médico de cabecera y en ese cargo se trasladó al Hospital Brâncoveneasa en 1897. En 1894 también fue nombrado miembro del Consejo Superior Sanitario. Representó a la Eforia Spitalelor Civile en todos los congresos quirúrgicos de Francia. Falleció en 1914.